# FireHouse (Band)
FireHouse ist eine US-amerikanische Hard-Rock- und Glam-Metal-Band. Sie wurde 1989 in Charlotte gegründet und veröffentlichte bislang acht Studioalben.

## Geschichte
Das erste, selbstbetitelte Album der Band 1990 wurde mit guten Kritiken bedacht. Die Band erhielt den American Music Award for Best New Hard Rock/Heavy Metal Band 1991 und gewann Newcomer-Auszeichnungen diverser Musikmagazine. Das Album FireHouse wurde mit Doppelplatin von der RIAA zertifiziert. Anfang der 1990er-Jahre hatte die Band auch einige Hitsingles. So erreichten 1991 Love of a Lifetime und 1992 When I Look Into Your Eyes Top-Ten-Positionen in den Billboard Hot 100.

## Diskografie

### Studioalben
| Jahr | Titel          | Höchstplatzierung, Gesamtwochen, AuszeichnungChartplatzierungen (Jahr, Titel, Platzierungen, Wochen, Auszeichnungen, Anmerkungen) | Höchstplatzierung, Gesamtwochen, AuszeichnungChartplatzierungen (Jahr, Titel, Platzierungen, Wochen, Auszeichnungen, Anmerkungen) | Höchstplatzierung, Gesamtwochen, AuszeichnungChartplatzierungen (Jahr, Titel, Platzierungen, Wochen, Auszeichnungen, Anmerkungen) | Höchstplatzierung, Gesamtwochen, AuszeichnungChartplatzierungen (Jahr, Titel, Platzierungen, Wochen, Auszeichnungen, Anmerkungen) | Höchstplatzierung, Gesamtwochen, AuszeichnungChartplatzierungen (Jahr, Titel, Platzierungen, Wochen, Auszeichnungen, Anmerkungen) | Anmerkungen                           |
| Jahr | Titel          | DE | AT | CH | UK | US | Anmerkungen                           |
| ---- | -------------- | --- | --- | --- | --- | --- | ------------------------------------- |
| 1990 | FireHouse      | — | — | — | — | US21 ×2Doppelplatin · (76 Wo.)US                                                                                                  | Erstveröffentlichung: 21. August 1990 |
| 1992 | Hold Your Fire | DE66 (8 Wo.)DE | — | — | — | US23 Gold · (30 Wo.)US | Erstveröffentlichung: 16. Juni 1992   |
| 1995 | 3              | — | — | — | — | US66 (9 Wo.)US | Erstveröffentlichung: 11. April 1995  |

Weitere Veröffentlichungen
- 1991: FireHouse: Rock on the Road
- 1991: FireHouse & Trixter: Live in Lafayette
- 1996: Good Acoustics
- 1998: The Best of
- 1999: Category 5
- 1999: Bring 'Em Out Live
- 2000: O2
- 2000: Super Hits: The Best of
- 2003: Playlist: The Very Best of
- 2003: Prime Time
- 2011: Full Circle

### Singles
| Jahr | Titel Album                               | Höchstplatzierung, Gesamtwochen, AuszeichnungChartplatzierungen (Jahr, Titel, Album, Platzierungen, Wochen, Auszeichnungen, Anmerkungen) | Höchstplatzierung, Gesamtwochen, AuszeichnungChartplatzierungen (Jahr, Titel, Album, Platzierungen, Wochen, Auszeichnungen, Anmerkungen) | Höchstplatzierung, Gesamtwochen, AuszeichnungChartplatzierungen (Jahr, Titel, Album, Platzierungen, Wochen, Auszeichnungen, Anmerkungen) | Höchstplatzierung, Gesamtwochen, AuszeichnungChartplatzierungen (Jahr, Titel, Album, Platzierungen, Wochen, Auszeichnungen, Anmerkungen) | Höchstplatzierung, Gesamtwochen, AuszeichnungChartplatzierungen (Jahr, Titel, Album, Platzierungen, Wochen, Auszeichnungen, Anmerkungen) | Anmerkungen                         |
| Jahr | Titel Album                               | DE | AT | CH | UK | US | Anmerkungen                         |
| ---- | ----------------------------------------- | --- | --- | --- | --- | --- | ----------------------------------- |
| 1991 | Don’t Treat Me Bad FireHouse              | — | — | — | UK71 (1 Wo.)UK | US19 (23 Wo.)US | Erstveröffentlichung: Februar 1991  |
| 1991 | Love of a Lifetime FireHouse              | — | — | — | — | US5 Gold · (22 Wo.)US | Erstveröffentlichung: Juni 1991     |
| 1991 | All She Wrote FireHouse                   | — | — | — | — | US58 (14 Wo.)US | Erstveröffentlichung: November 1991 |
| 1992 | Reach for the Sky Hold Your Fire          | — | — | — | — | US83 (5 Wo.)US | Erstveröffentlichung: Juni 1992     |
| 1992 | When I Look Into Your Eyes Hold Your Fire | — | — | — | UK65 (1 Wo.)UK | US8 (20 Wo.)US | Erstveröffentlichung: August 1992   |
| 1992 | Sleeping With You Hold Your Fire          | — | — | — | — | US78 (8 Wo.)US | Erstveröffentlichung: Dezember 1992 |
| 1995 | I Live My Life for You 3                  | — | — | — | — | US26 (20 Wo.)US | Erstveröffentlichung: Februar 1995  |